# Natación en los Juegos Olímpicos de París 2024
La natación en los Juegos Olímpicos de París 2024 se realizó en el Paris La Défense Arena en Nanterre del 27 de julio al 4 de agosto de 2024. Las pruebas de natación en aguas abiertas fueron disputadas los días 8 y 9 de agosto en las aguas del río Sena, con punto de partida en el puente Alejandro III.
En total fueron disputadas en este deporte 37 pruebas diferentes, 18 masculinas, 18 femeninas y una mixta. El programa de competiciones se mantuvo como en la edición anterior.

## Clasificación
Participaron en total 896 nadadores (448 hombres y 448 mujeres) de diferentes comités olímpicos nacionales pertenecientes a World Aquatics: 852 en piscina y 44 en aguas abiertas.

## Controversia sobre la piscina olímpica
Durante los Juegos Olímpicos hubo quejas sobre la profundidad de la piscina olímpica, que dificultaba la obtención de buenas marcas. Esto se habría debido a la escasa profundidad de dicha piscina, 2,20 m, cuando la recomendación de World Aquatics es de un mínimo de 2,50 m y en las cuatro ediciones anteriores de los Juegos Olímpicos, de 3 m. Una menor profundidad hace que la fase de nado subacuático sea menos eficiente, especialmente en el caso de los hombres.

## Calendario
| S | Series | ½ | Semifinales | F | Final |

| Fecha →         | Sá 27 | Sá 27 | Do 28 | Do 28 | Lu 29 | Lu 29 | Ma 30 | Ma 30 | Mi 31 | Mi 31 | Ju 01 | Ju 01 | Vi 02 | Vi 02 | Sá 03 | Sá 03 | Do 04 | Do 04 | Ju 08 | Ju 08 | Vi 09 | Vi 09 |
| Prueba ↓        | M     | T     | M     | T     | M     | T     | M     | T     | M     | T     | M     | T     | M     | T     | M     | T     | M     | T     | M     | T     | M     | T     |
| --------------- | ----- | ----- | ----- | ----- | ----- | ----- | ----- | ----- | ----- | ----- | ----- | ----- | ----- | ----- | ----- | ----- | ----- | ----- | ----- | ----- | ----- | ----- |
| 50 m libre      |       |       |       |       |       |       |       |       |       |       | S     | ½     |       | F     |       |       |       |       |       |       |       |       |
| 100 m libre     |       |       |       |       |       |       | S     | ½     |       | F     |       |       |       |       |       |       |       |       |       |       |       |       |
| 200 m libre     |       |       | S     | ½     |       | F     |       |       |       |       |       |       |       |       |       |       |       |       |       |       |       |       |
| 400 m libre     | S     | F     |       |       |       |       |       |       |       |       |       |       |       |       |       |       |       |       |       |       |       |       |
| 800 m libre     |       |       |       |       | S     |       |       | F     |       |       |       |       |       |       |       |       |       |       |       |       |       |       |
| 1500 m libre    |       |       |       |       |       |       |       |       |       |       |       |       |       |       | S     |       |       | F     |       |       |       |       |
| 100 m braza     | S     | ½     |       | F     |       |       |       |       |       |       |       |       |       |       |       |       |       |       |       |       |       |       |
| 200 m braza     |       |       |       |       |       |       | S     | ½     |       | F     |       |       |       |       |       |       |       |       |       |       |       |       |
| 100 m espalda   |       |       | S     | ½     |       | F     |       |       |       |       |       |       |       |       |       |       |       |       |       |       |       |       |
| 200 m espalda   |       |       |       |       |       |       |       |       | S     | ½     |       | F     |       |       |       |       |       |       |       |       |       |       |
| 100 m mariposa  |       |       |       |       |       |       |       |       |       |       |       |       | S     | ½     |       | F     |       |       |       |       |       |       |
| 200 m mariposa  |       |       |       |       |       |       | S     | ½     |       | F     |       |       |       |       |       |       |       |       |       |       |       |       |
| 200 m estilos   |       |       |       |       |       |       |       |       |       |       | S     | ½     |       | F     |       |       |       |       |       |       |       |       |
| 400 m estilos   |       |       | S     | F     |       |       |       |       |       |       |       |       |       |       |       |       |       |       |       |       |       |       |
| 4×100 m libre   | S     | F     |       |       |       |       |       |       |       |       |       |       |       |       |       |       |       |       |       |       |       |       |
| 4×200 m libre   |       |       |       |       |       |       | S     | F     |       |       |       |       |       |       |       |       |       |       |       |       |       |       |
| 4×100 m estilos |       |       |       |       |       |       |       |       |       |       |       |       |       |       | S     |       |       | F     |       |       |       |       |
| 10 km           |       |       |       |       |       |       |       |       |       |       |       |       |       |       |       |       |       |       |       |       | F     |       |

| Fecha →         | Sá 27 | Sá 27 | Do 28 | Do 28 | Lu 29 | Lu 29 | Ma 30 | Ma 30 | Mi 31 | Mi 31 | Ju 01 | Ju 01 | Vi 02 | Vi 02 | Sá 03 | Sá 03 | Do 04 | Do 04 | Ju 08 | Ju 08 | Vi 09 | Vi 09 |
| Prueba ↓        | M     | T     | M     | T     | M     | T     | M     | T     | M     | T     | M     | T     | M     | T     | M     | T     | M     | T     | M     | T     | M     | T     |
| --------------- | ----- | ----- | ----- | ----- | ----- | ----- | ----- | ----- | ----- | ----- | ----- | ----- | ----- | ----- | ----- | ----- | ----- | ----- | ----- | ----- | ----- | ----- |
| 50 m libre      |       |       |       |       |       |       |       |       |       |       |       |       |       |       | S     | ½     |       | F     |       |       |       |       |
| 100 m libre     |       |       |       |       |       |       | S     | ½     |       | F     |       |       |       |       |       |       |       |       |       |       |       |       |
| 200 m libre     |       |       | S     | ½     |       | F     |       |       |       |       |       |       |       |       |       |       |       |       |       |       |       |       |
| 400 m libre     | S     | F     |       |       |       |       |       |       |       |       |       |       |       |       |       |       |       |       |       |       |       |       |
| 800 m libre     |       |       |       |       |       |       |       |       |       |       |       |       | S     |       |       | F     |       |       |       |       |       |       |
| 1500 m libre    |       |       |       |       |       |       | S     |       |       | F     |       |       |       |       |       |       |       |       |       |       |       |       |
| 100 m braza     |       |       | S     | ½     |       | F     |       |       |       |       |       |       |       |       |       |       |       |       |       |       |       |       |
| 200 m braza     |       |       |       |       |       |       |       |       | S     | ½     |       | F     |       |       |       |       |       |       |       |       |       |       |
| 100 m espalda   |       |       |       |       | S     | ½     |       | F     |       |       |       |       |       |       |       |       |       |       |       |       |       |       |
| 200 m espalda   |       |       |       |       |       |       |       |       |       |       | S     | ½     |       | F     |       |       |       |       |       |       |       |       |
| 100 m mariposa  | S     | ½     |       | F     |       |       |       |       |       |       |       |       |       |       |       |       |       |       |       |       |       |       |
| 200 m mariposa  |       |       |       |       |       |       |       |       | S     | ½     |       | F     |       |       |       |       |       |       |       |       |       |       |
| 200 m estilos   |       |       |       |       |       |       |       |       |       |       |       |       | S     | ½     |       | F     |       |       |       |       |       |       |
| 400 m estilos   |       |       |       |       | S     | F     |       |       |       |       |       |       |       |       |       |       |       |       |       |       |       |       |
| 4×100 m libre   | S     | F     |       |       |       |       |       |       |       |       |       |       |       |       |       |       |       |       |       |       |       |       |
| 4×200 m libre   |       |       |       |       |       |       |       |       |       |       | S     | F     |       |       |       |       |       |       |       |       |       |       |
| 4×100 m estilos |       |       |       |       |       |       |       |       |       |       |       |       |       |       | S     |       |       | F     |       |       |       |       |
| 10 km           |       |       |       |       |       |       |       |       |       |       |       |       |       |       |       |       |       |       | F     |       |       |       |

| Fecha →         | Sá 27 | Sá 27 | Do 28 | Do 28 | Lu 29 | Lu 29 | Ma 30 | Ma 30 | Mi 31 | Mi 31 | Ju 01 | Ju 01 | Vi 02 | Vi 02 | Sá 03 | Sá 03 | Do 04 | Do 04 | Ju 08 | Ju 08 | Vi 09 | Vi 09 |
| Prueba ↓        | M     | T     | M     | T     | M     | T     | M     | T     | M     | T     | M     | T     | M     | T     | M     | T     | M     | T     | M     | T     | M     | T     |
| --------------- | ----- | ----- | ----- | ----- | ----- | ----- | ----- | ----- | ----- | ----- | ----- | ----- | ----- | ----- | ----- | ----- | ----- | ----- | ----- | ----- | ----- | ----- |
| 4×100 m estilos |       |       |       |       |       |       |       |       |       |       |       |       | S     |       |       | F     |       |       |       |       |       |       |

## Medallistas

### Natación

#### Femenino
| Evento                          | Oro                                                                                               | Plata                                                                                     | Bronce                                                                                      |
| ------------------------------- | ------------------------------------------------------------------------------------------------- | ----------------------------------------------------------------------------------------- | ------------------------------------------------------------------------------------------- |
| 50 m libre (4 de agosto)        | Sarah Sjöström · Suecia · 23,71                                                                   | Meg Harris · Australia · 23,97                                                            | Zhang Yufei · República Popular China · 24,20                                               |
| 100 m libre (31 de julio)       | Sarah Sjöström · Suecia · 52,16                                                                   | Torri Huske · Estados Unidos · 52,29                                                      | Siobhan Haughey · Hong Kong · 52,33                                                         |
| 200 m libre (29 de julio)       | Mollie O'Callaghan · Australia · 1:53,27 RO                                                       | Ariarne Titmus · Australia · 1:53,81                                                      | Siobhan Haughey · Hong Kong · 1:54,55                                                       |
| 400 m libre (27 de julio)       | Ariarne Titmus · Australia · 3:57,49                                                              | Summer McIntosh · Canadá · 3:58,37                                                        | Katie Ledecky · Estados Unidos · 4:00,86                                                    |
| 800 m libre (3 de agosto)       | Katie Ledecky · Estados Unidos · 8:11,04                                                          | Ariarne Titmus · Australia · 8:12,29                                                      | Paige Madden · Estados Unidos · 8:13,00                                                     |
| 1500 m libre (31 de julio)      | Katie Ledecky · Estados Unidos · 15:30,02 RO                                                      | Anastasiya Kirpichnikova · Francia · 15:40,35                                             | Isabel Marie Gose · Alemania · 15:41,16                                                     |
| 100 m espalda (30 de julio)     | Kaylee McKeown · Australia · 57,33 RO                                                             | Regan Smith · Estados Unidos · 57,66                                                      | Katharine Berkoff · Estados Unidos · 57,98                                                  |
| 200 m espalda (2 de agosto)     | Kaylee McKeown · Australia · 2:03,73 RO                                                           | Regan Smith · Estados Unidos · 2:04,26                                                    | Kylie Masse · Canadá · 2:05,57                                                              |
| 100 m braza (29 de julio)       | Tatjana Smith · Sudáfrica · 1:05,28                                                               | Tang Qianting · República Popular China · 1:05,54                                         | Mona McSharry · Irlanda · 1:05,59                                                           |
| 200 m braza (1 de agosto)       | Kate Douglass · Estados Unidos · 2:19,24                                                          | Tatjana Smith · Sudáfrica · 2:19,60                                                       | Tes Schouten · Países Bajos · 2:21,05                                                       |
| 100 m mariposa (28 de julio)    | Torri Huske · Estados Unidos · 55,59                                                              | Gretchen Walsh · Estados Unidos · 55,63                                                   | Zhang Yufei · República Popular China · 56,21                                               |
| 200 m mariposa (1 de agosto)    | Summer McIntosh · Canadá · 2:03,03 RO                                                             | Regan Smith · Estados Unidos · 2:03,84                                                    | Zhang Yufei · República Popular China · 2:05,09                                             |
| 200 m estilos (3 de agosto)     | Summer McIntosh · Canadá · 2:06,56 RO                                                             | Kate Douglass · Estados Unidos · 2:06,92                                                  | Kaylee McKeown · Australia · 2:08,08                                                        |
| 400 m estilos (29 de julio)     | Summer McIntosh · Canadá · 4:27,71                                                                | Katie Grimes · Estados Unidos · 4:33,40                                                   | Emma Weyant · Estados Unidos · 4:34,93                                                      |
| 4 × 100 m libre (27 de julio)   | Australia · Mollie O'Callaghan · Shayna Jack · Emma McKeon · Meg Harris · 3:28,92 RO              | Estados Unidos · Kate Douglass · Gretchen Walsh · Torri Huske · Simone Manuel · 3:30,20   | República Popular China · Yang Junxuan · Cheng Yujie · Zhang Yufei · Wu Qingfeng · 3:30,30  |
| 4 × 200 m libre (1 de agosto)   | Australia · Mollie O'Callaghan · Lani Pallister · Brianna Throssell · Ariarne Titmus · 7:38,08 RO | Estados Unidos · Claire Weinstein · Paige Madden · Katie Ledecky · Erin Gemmell · 7:40,86 | República Popular China · Yang Junxuan · Li Bingjie · Ge Chutong · Liu Yaxin · 7:42,34      |
| 4 × 100 m estilos (4 de agosto) | Estados Unidos · Regan Smith · Lilly King · Gretchen Walsh · Torri Huske · 3:49,63 RM             | Australia · Kaylee McKeown · Jenna Strauch · Emma McKeon · Mollie O'Callaghan · 3:53,11   | República Popular China · Wan Letian · Tang Qianting · Zhang Yufei · Yang Junxuan · 3:53,23 |

#### Mixto
| Evento                          | Oro                                                                                 | Plata                                                                                   | Bronce                                                                                   |
| ------------------------------- | ----------------------------------------------------------------------------------- | --------------------------------------------------------------------------------------- | ---------------------------------------------------------------------------------------- |
| 4 × 100 m estilos (3 de agosto) | Estados Unidos · Ryan Murphy · Nic Fink · Gretchen Walsh · Torri Huske · 3:37,43 RM | República Popular China · Xu Jiayu · Qin Haiyang · Zhang Yufei · Yang Junxuan · 3:37,55 | Australia · Kaylee McKeown · Joshua Yong · Matthew Temple · Mollie O'Callaghan · 3:38,76 |

### Natación en aguas abiertas
| Evento                        | Oro                                              | Plata                                  | Bronce                                 |
| ----------------------------- | ------------------------------------------------ | -------------------------------------- | -------------------------------------- |
| 10 km masculino (9 de agosto) | Kristóf Rasovszky · Hungría · 1:50:52,7          | Oliver Klemet · Alemania · 1:50:54,8   | Dávid Betlehem · Hungría · 1:51:09,0   |
| 10 km femenino (8 de agosto)  | Sharon van Rouwendaal · Países Bajos · 2:03:34,2 | Moesha Johnson · Australia · 2:03:39,7 | Ginevra Taddeucci · Italia · 2:03:42,8 |

## Medallero
| Núm. | País                    | Oro | Plata | Bronce | Total |
| ---- | ----------------------- | --- | ----- | ------ | ----- |
| 1    | Estados Unidos          | 8   | 13    | 7      | 28    |
| 2    | Australia               | 7   | 9     | 3      | 19    |
| 3    | Francia                 | 4   | 1     | 2      | 7     |
| 4    | Canadá                  | 3   | 2     | 3      | 8     |
| 5    | Hungría                 | 3   | 1     | 1      | 5     |
| 6    | República Popular China | 2   | 3     | 7      | 12    |
| 7    | Italia                  | 2   | 1     | 3      | 6     |
| 8    | Suecia                  | 2   | 0     | 0      | 2     |
| 9    | Reino Unido             | 1   | 4     | 0      | 5     |
| 10   | Alemania                | 1   | 1     | 1      | 3     |
| 11   | Sudáfrica               | 1   | 1     | 0      | 2     |
| 12   | Irlanda                 | 1   | 0     | 2      | 3     |
| 12   | Países Bajos            | 1   | 0     | 2      | 3     |
| 14   | Rumania                 | 1   | 0     | 1      | 2     |
| 15   | Grecia                  | 0   | 1     | 0      | 1     |
| 15   | Japón                   | 0   | 1     | 0      | 1     |
| 17   | Hong Kong               | 0   | 0     | 2      | 2     |
| 18   | Corea del Sur           | 0   | 0     | 1      | 1     |
| 18   | Suiza                   | 0   | 0     | 1      | 1     |
|      | TOTAL                   | 37  | 38    | 36     | 111   |